# Herman Hegger
Herman Johannes Hegger (Lomm, 19 februari 1916 – Velp, 21 augustus 2012) was een gelaïciseerd voormalig katholiek priester en  redemptorist die actief werd als protestantse predikant. Nadat hij uit de Katholieke Kerk was getreden, werd hij predikant in de Gereformeerde Kerken in Nederland en later binnen de Nederlandse Hervormde Kerk, die in 2004 is opgegaan in de Protestantse Kerk in Nederland (PKN), en auteur van verscheidene theologische boeken en pamfletten, waaronder anti-katholieke. Hegger was verder bekend als een van de oprichters van de Evangelische Omroep (EO).

## Biografie
Hegger werd geboren in een katholiek gezin in het Noord-Limburgse dorpje Lomm. Na zijn schoolopleiding bij de paters passionisten, trad hij in in het grootseminarie van de redemptoristen en werd na studies theologie op 18 augustus 1940 tot priester gewijd. Hegger was enige jaren priester in de Nederlandse rooms-katholieke kerkprovincie van de redemptoristenorde. Na de oorlog wenste hij te doctoreren in de godgeleerdheid, maar zijn oversten stuurden hem als docent filosofie naar een redemptoristenhogeschool in Brazilië. Daar ontstonden zijn twijfels over de katholieke geloofsleer. Hij verliet het klooster in 1948 en keerde naar Nederland terug waar hij overstapte naar de Gereformeerde Kerk. De Gereformeerde Kerk was toen nog een orthodox-protestants kerkgenootschap, dat in de loop van de jaren 60 en 70 meer ruimte liet voor vrijzinnige opvattingen. Uit onvrede over deze ontwikkeling stapte Hegger rond 1980 over naar de Hervormde Kerk, hoewel hij stelde dat hij zich "geestelijk helemaal een voelt met de Gereformeerde Gemeenten". Omdat hij oordeelde dat kerkelijke afscheiding moet worden afgewezen, werd hij lid van de Hervormde Kerk.
Hegger begon in 1962 met zijn vrouw Willy in Velp een opvanghuis voor ex-priesters, dat hij de naam De Wartburg gaf. Als uitgetreden priester wist hij hoe belangrijk het was om een plek te vinden van waaruit het eigen leven opnieuw in te richten, buiten de kerk. Voormalige priesters reisden vanuit België, Spanje, Italië, Latijns-Amerika en India naar het Nederlandse opvanghuis.
Hegger werd als voormalig priester en auteur een bekende persoonlijkheid in de gereformeerde gezindte, ook al uitte hij soms stevige kritiek op de prediking in bevindelijke kerken (zoals de Gereformeerde Gemeenten). Hegger was naast medeoprichter van de Evangelische Omroep, ook (mede-)oprichter van de stichtingen Woord en Daad en In de Rechte Straat, die met protestants gedachtegoed evangeliseerde onder rooms-katholieken, en Reformatorisch Evangelisch Ontwaken. Na zijn overgang tot het protestantisme keerde Hegger zich in een aantal polemische boeken en brochures tegen de Rooms-Katholieke Kerk, meestal uitgegeven door zijn eigen stichting "In de Rechte Straat". Een van de bekendere werken uit deze periode was Moeder ik klaag u aan!. Vanaf de tweede helft van de jaren 80 ging hij ook onderdelen uit zijn rooms-katholieke verleden positiever waarderen, vroeg hij met name aandacht voor de mystieke auteurs en ging hij contacten op gelijke voet aan met katholieke geestelijken. Tevens uitte hij van binnenuit kritiek op het protestantisme, wat onder meer resulteerde in het boek Vader, ik klaag u aan. Tot 1990 was hij actief binnen het EO-bestuur.
In de jaren 1970 vocht hij hevige meningsverschillen uit met predikant Herman Wiersinga (1927-2020), die met zijn publicaties over de verzoeningsleer heel wat stof deed opwaaien in protestantse Nederlandse kringen.
Hegger diende als predikant onder meer de Gereformeerde Kerk in het Belgische Denderleeuw (1951-1959) en preekte in zijn laatste jaren af en toe in de PKN-gemeente van Velp, zijn woon- en sterfplaats.
Hegger stierf op 96-jarige leeftijd. Hij was getrouwd met Willy Kleinhout (Baarn, 1923 - Velp, 2017) en ze hadden 8 kinderen.

## Belangrijkste publicaties
- Mijn weg naar het licht (1955; 13e druk 1985; vertaald in het Engels, Frans, Afrikaans en het Spaans)
- Moeder ik klaag u aan! (1958; 7e druk 1996; vertaald in het Frans, Afrikaans en het Spaans)
- Wat is geloven? (1980; 5e druk 1997; vertaald in het Spaans)
- Hoe leef ik met een genadig God (1987)
- Bijbelse elementen bij rooms-katholieke mystici (1990)
- Oog in oog met jezelf (1990)
- Terug naar de levende Christus (1995)
- Eén in de levende Christus (2000)
- Vader, ik klaag u aan (2003)
- Afdalen in je ziel: een weg van zelfanalyse (2006)
- Radicaal anders denken door Christus (2006)